# 왕씨삼세충효정려
왕씨삼세충효정려는 대한민국 전라남도 구례군 광의면에 있다. 2007년 12월 12일 구례군의 향토문화유산 제16호로 지정되었다.

## 개요
왕득인(王得仁)은 1556(명종 11)∼1597(선조 30) 정유재란 때 왜장 시마쓰(島津義弘) 등이 구례에 침입하여 읍이 함락되자 300여명의 의병을 모집하여 석주관(石柱關)에서 왜군의 보급로를 차단하여 큰 타격을 입혔으나 왜군과의 교전 중에 전사하였다. 1804년(순조 4)에 조봉대부(朝奉大夫)·사헌부지평(司憲府持平)을 증직 받았고, 1813년에는 정려(旌閭)가 세워졌다. 
왕의성(王義成)은 1597년(선조 30) 정유재란 때 거의(擧義)하고, 아버지 왕득인과 함께 석주성(石柱城)에서 성을 지켰으며 병자호란 때 다시 의병을 일으켜 북상했으나 조정이 청나라에 항복했다는 소식을 듣고 뜻을 이루지 못하였다. 1812년(순조 12)에 통정대부(通政大夫) 승정원좌승지(承政院左承旨) 겸 경연참찬관(經筵參贊官) 행통훈대부(行通訓大夫) 예빈시주부(禮賓寺主簿)에 증직되었다.
왕지익(王之翼)은 1683(숙종 9년)～1727(영조3년) 부모님이 노환(老患)으로 의식을 차리지 못했을 때에 단지(斷指)를 하여 3일간 더 연명케 했으며 돌아가신 후에는 3년간시묘살이를 하였다. 1812년(순조 12)에 조봉대부(朝奉大夫) 호조좌랑(戶曹佐郞)에 증직되었다.